# Michel van der Aa
Michel van der Aa (n. 1970) este un compozitor neerlandez.

## Lucrări
- Auburn (1994)
- Now [in fragments] (1995; muzică de balet)
- Oog (1995)
- Staring at the Space (1995/96; muzică de balet)
- Span (1996; retrasă de compozitor)
- Between (1997)
- Double (1997)
- Quadrivial (1997)
- Solo for percussion (1997)
- Wake (1997)
- Faust (1998; muzică de balet)
- Above (1999)
- Caprice (1999)
- Attach (1999/2000)
- Just before (2000)
- See-through (2000)
- Coloana sonoră pentru filmul The New Math(s) (2000)
- Here [to be found] (2001)
- Vuur (2001)
- Here [in circles] (2002)
- One (2002; Operă de cameră)
- Passage (2002; Fim de scurt metraj)
- Here [enclosed] (2003)
- Memo (2003)
- Solitaire (2003; muzică de balet)
- Second Self (2004)
- Imprint (2005)
- After Life (2005/06; Operă)
- Mask (2006)

## Vezi și
- Lista compozitorilor de muzică clasică: A

## Legături externe
- Michel van der Aa — Pagină personală
- Michel van der Aa — Presentare pe site-ul Boosey & Hakwes
- Michel van der Aa — Profilul agenției Intermusica